# 馬榮火山自然公園
馬榮火山自然公園（英語：Mayon Volcano Natural Park），或稱馬永火山自然公園，是菲律宾的一個自然保护区，位於呂宋島東南部的比科爾大區。自然公園占地5,775.7公頃，以馬榮火山為核心。馬榮火山為菲律賓最活躍的火山，也是世界上最活躍的火山之一，以其山形為完美的圓錐體而聞名，當地原住民比科拉諾人將馬榮火山視為聖山。此處有多種受到保護的植物與動物，具備豐富的生物多樣性，於1938年列為國家公園，2000年重新歸類為自然公園，2015年列為菲律賓世界遺產的預備名單。

## 歷史沿革
1938年7月，在曼努埃爾·奎松擔任菲律賓自由邦總統期間，此自然保護區指定為馬榮火山國家公園，面積5,458.65公頃。1992年6月，菲律賓第7586號法案「國家綜合保護區系統」（National Integrated Protected Areas System，NIPAS）指定環境與自然資源部創建、指定、分類和管理所有的保護區。根據NIPAS，2000年11月菲律賓政府第413號總統公告將馬榮火山國家公園改名為馬榮火山自然公園，面積5,775.7公頃。2015年，菲律賓政府將馬榮火山自然公園列為聯合國教科文組織世界遺產名錄的預備名單。 

## 傳說
馬榮火山位於菲律賓呂宋島東南部的比科尔半岛，高度2,462公尺。馬榮火山以完美的圓錐形而聞名，其為菲律賓最活躍的火山，也是世界上最活躍的火山之一，以其山形為完美的圓錐體而聞名。在過去四個世紀中爆發了超過50次，其中最具破壞性的為1814年2月的噴發，其周邊的五個城鎮被摧毀，造成約1,200人罹難。儘管如此，附近的居民形成了一種具彈性的傳統，他們總是在每次火山爆發後重建他們的城鎮並耕種他們的土地。馬榮火山由於它的高度、無與倫比的形狀和非常對稱的輪廓，激發了許多傳說和藝術，在西班牙統治時代以前，比科拉諾人認為馬榮火山是他們祖先的居所，接近該處視為禁忌。在比科拉諾人的泛靈信仰中，馬榮火山為代表至高無上的神「馬永」（Mayong）和「古古朗」（Gugurang）的聖山。

## 生態

### 植物
馬榮火山自然公園有多種受到保護的生物，具備豐富的生物多樣性，受到菲律賓政府第413號總統公告的保護。公園內有156種植物，分屬36科。包括菲律賓坡壘為菲律賓特有種，還有猪笼草属的近危物种葫芦猪笼草。民族植物學紀錄了71種木本植物，分屬於33科49屬，其中32%為原生物種，其他為特有種。

### 動物
馬榮火山自然公園為104種脊椎动物的棲息地，包括57種鳥類、10種兩棲動物、24種爬行動物和13種哺乳動物。在13種哺乳動物中，有7種是原生物種，菲律賓棕鹿、菲律賓疣豬列為易危物種，鬃毛利齒狐蝠列為瀕危物種。鳥類有37種為原生物種，呂宋雞鳩為近危物種，菲律賓雕鴞為易危物種，菲律宾凤头鹦鹉為極危物種。10種兩棲動物均為原生蛙類，包括近危物種呂宋尖牙蛙。另外的原生物種還有1種蝴蝶，7種竹節蟲，9種蜘蛛。

## 保護
根據菲律賓第7586號法案，馬榮火山自然公園是「國家綜合保護區系統」（NIPAS）的一部分。此法案確立自然保護區的核心區域與緩衝區域對於各種威脅的處置方式，包括城市化、棲息地喪失、入侵物種、污染、火山噴發、森林火災、刀耕火種等。2000年第413號總統公告確定保護區的範圍，2012年區域發展委員會將自然保護區邊界外500公尺範圍設立緩衝區，只允許進行符合保護目標的活動。2015年，馬榮火山自然公園以符合：(vii) 包含出色的自然美景與美學重要性的自然現象或地區；(x) 擁有最重要及顯著的多元性生物自然生態棲息地，包含從保育或科學的角度來看，符合普世價值的瀕臨絕種動物種，列為聯合國教科文組織世界遺產名錄的預備名單。

## 圖集

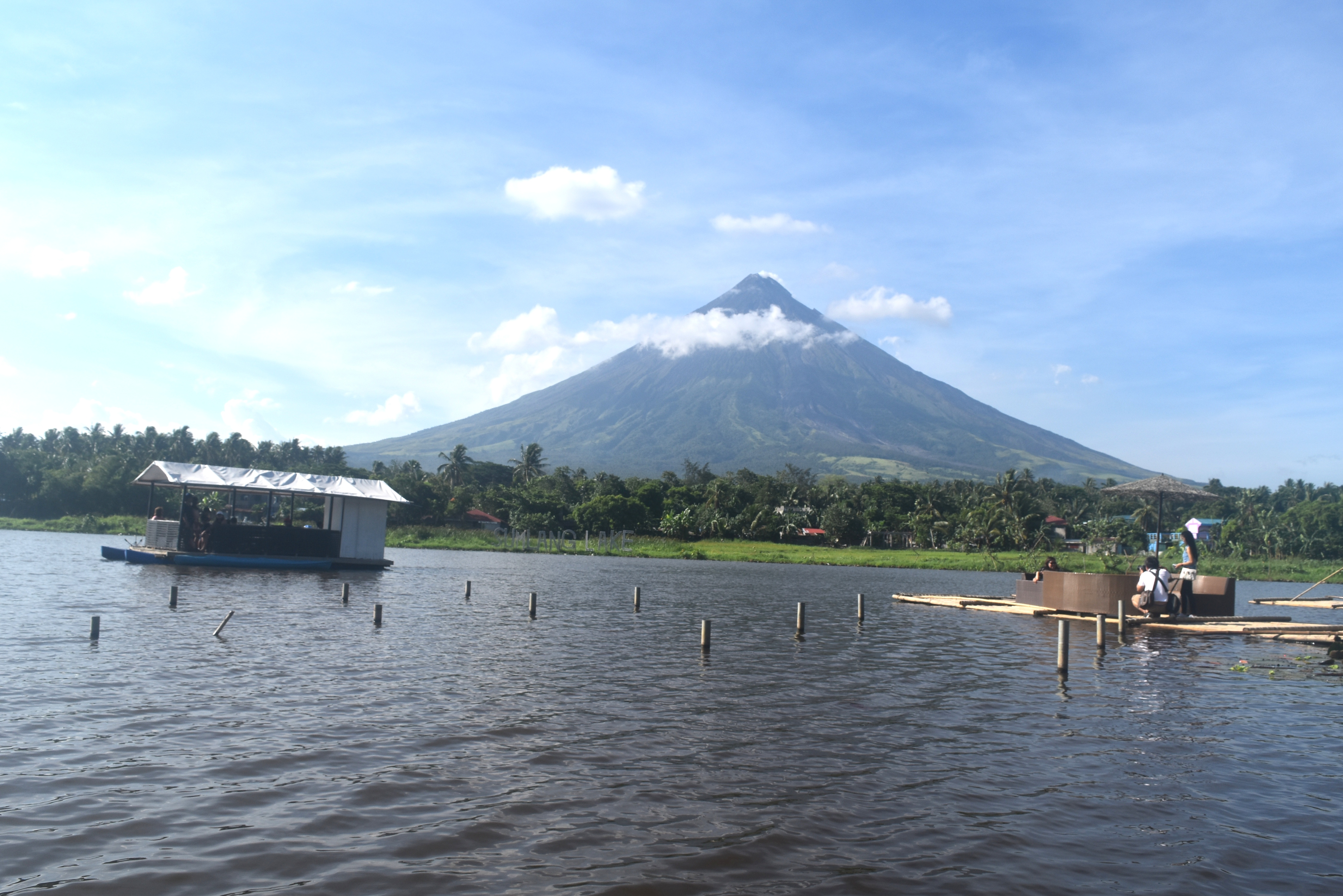
從黎牙實比市的三朗湖（Sumlang Lake）看馬榮火山
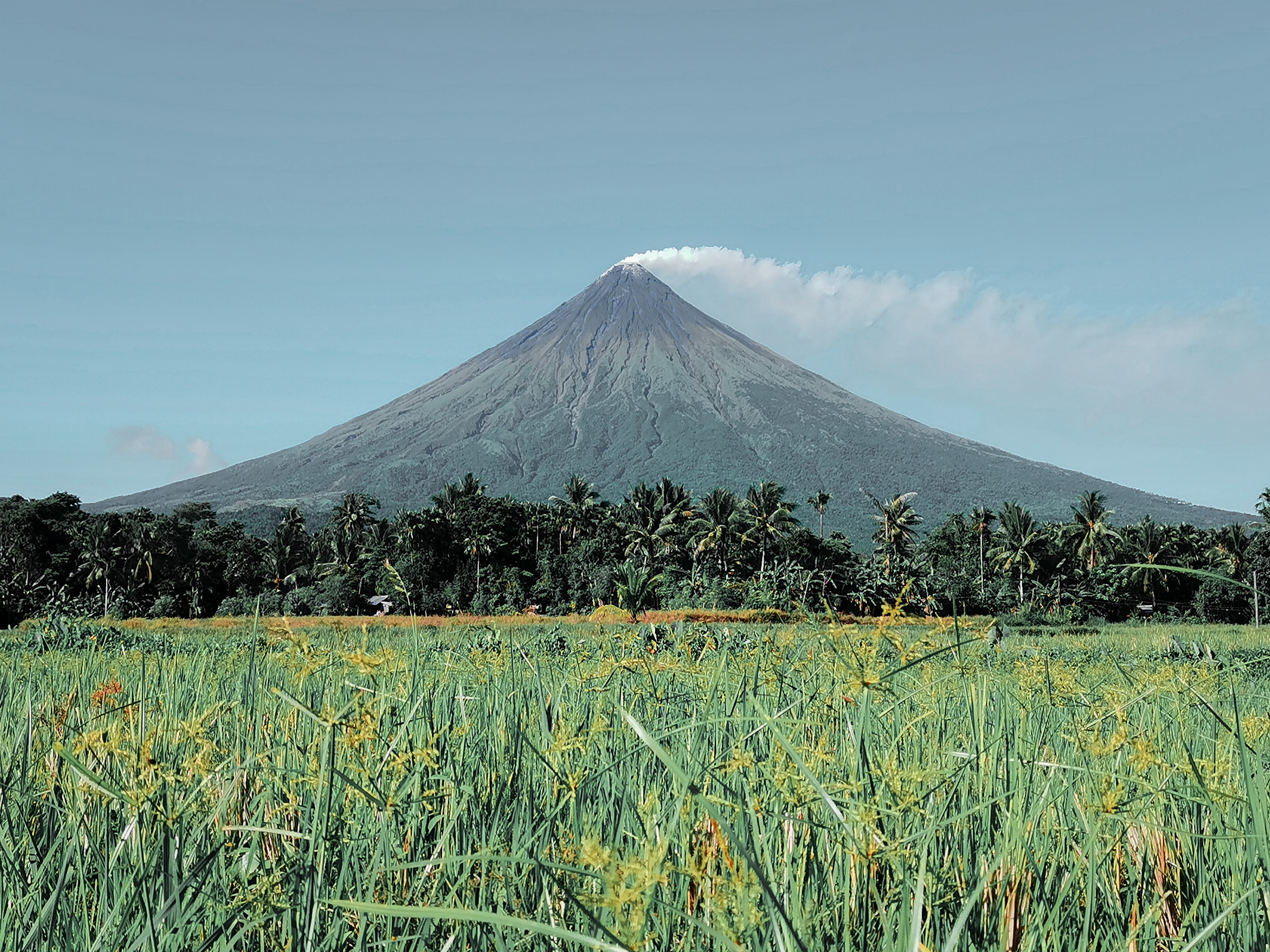
馬榮火山前方的稻田
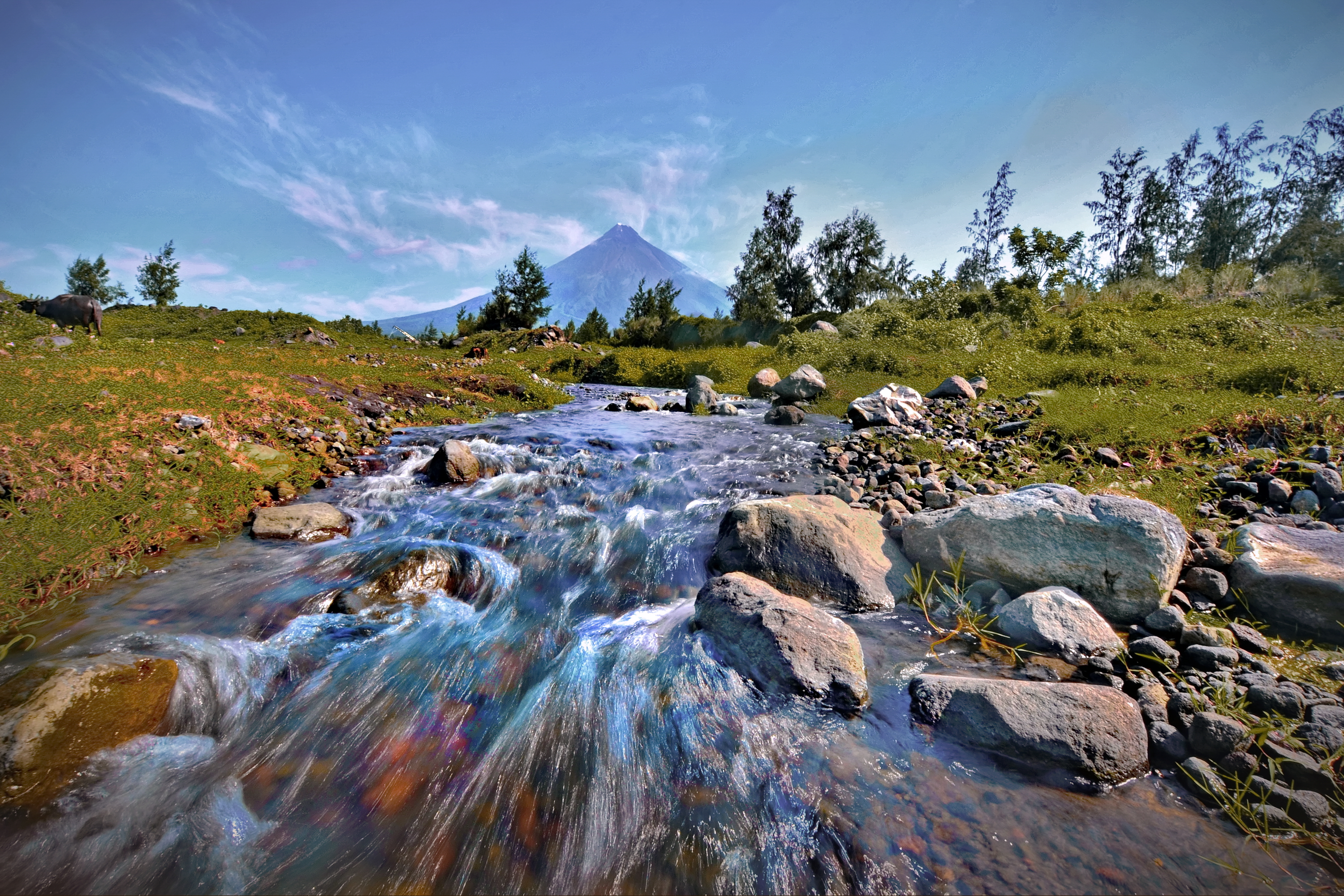
公園內的溪流
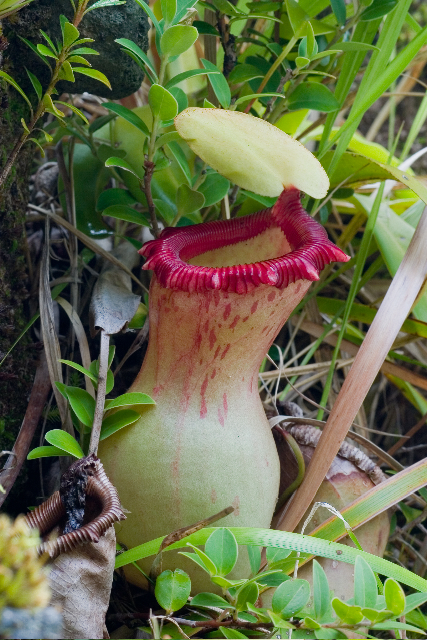
公園內的葫蘆豬籠草